# Torynorrhina opalina
Torynorrhina opalina är en skalbaggsart som beskrevs av Hope 1831. Torynorrhina opalina ingår i släktet Torynorrhina och familjen Cetoniidae. Inga underarter finns listade i Catalogue of Life.

## Bildgalleri

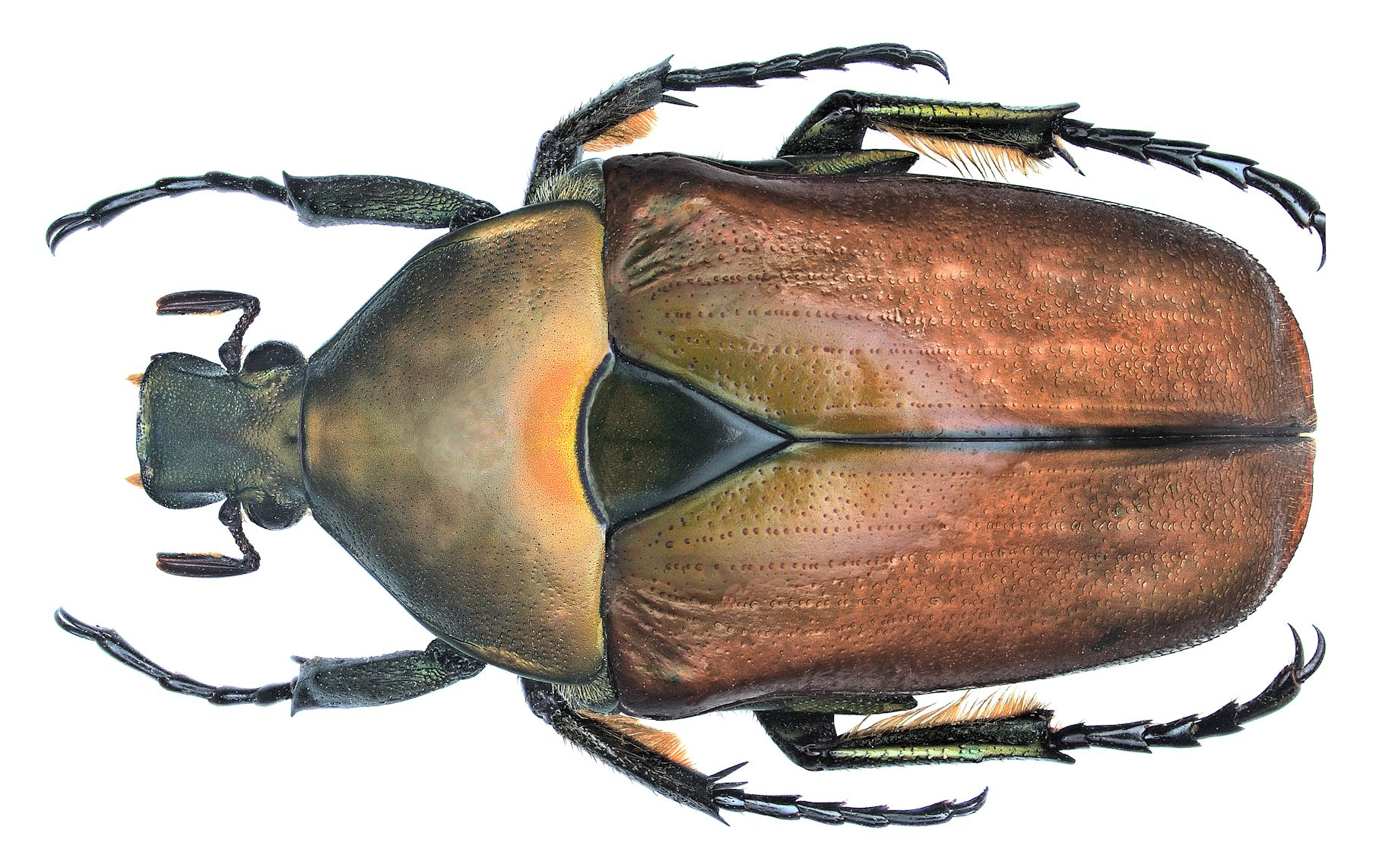